# Волочаевская улица (Хабаровск)
Волочаевская улица — улица в Хабаровске, проходит через исторический центр города от улицы Серышева параллельно руслу Амура и за Оборонной улицей переходит в Краснореченскую улицу.

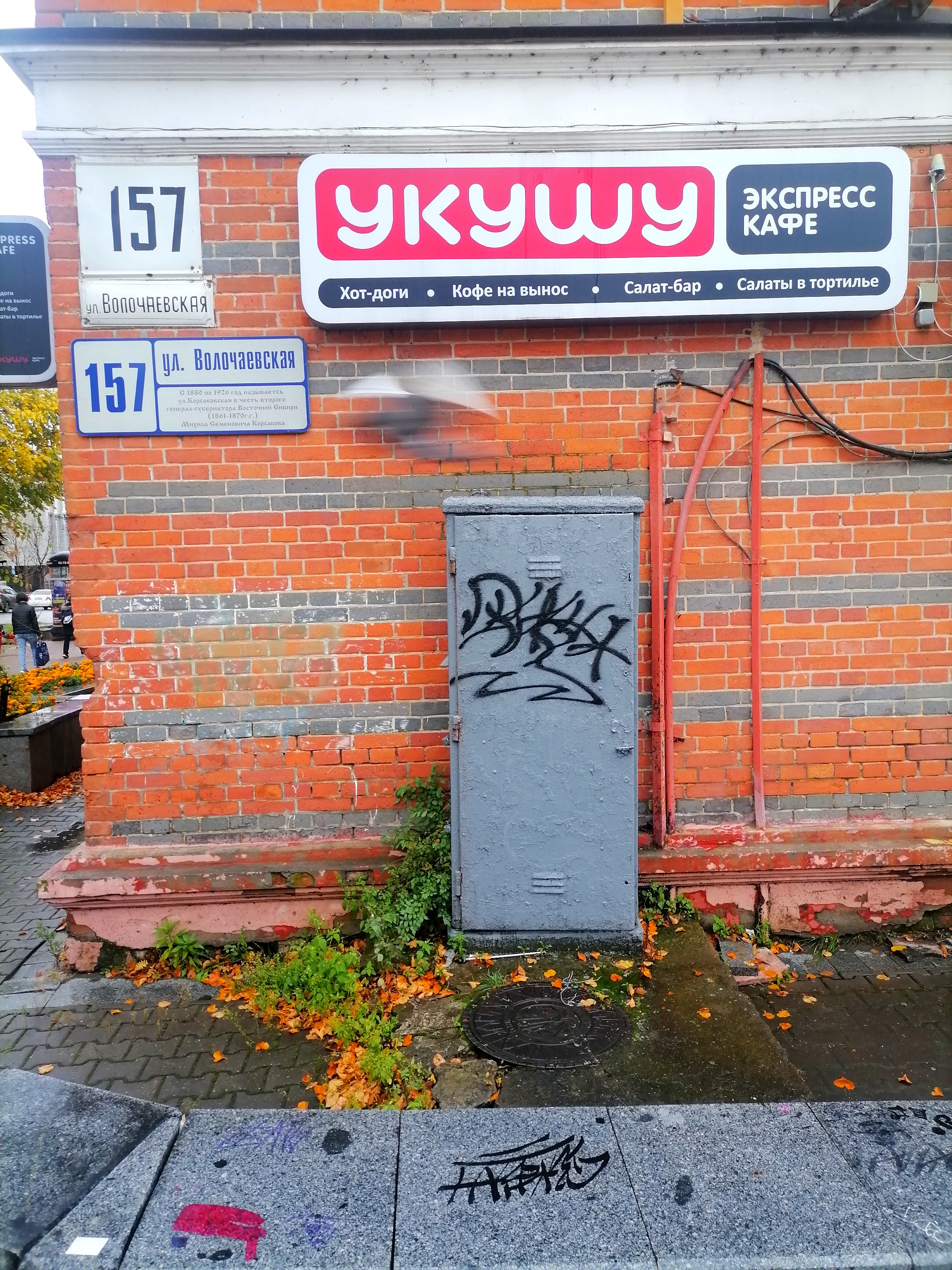
Мемориальная табличка с названием улицы

## История
Одна из первых улиц города, первоначальное название 8-я (первые улицы города, идущие параллельно руслу Амура, были просто номерными); представляла собой границу городской застройки по первому плану города, составленному в 1864 году местным землемером М. Любенским. Впоследствии сменила название на Корсаковскую, в честь русского генерала-лейтенанта М. С. Корсакова (1826—1871), второго генерал-губернатора Восточной Сибири, племянника Н. Н. Муравьева-Амурского, сменившего дядю на этом посту в 1862 году.
На территории, примыкающей к Волочаевской улице за улицей Блюхера, удалось сохранить часть аборигенной местности. 19 октября 1896 года здесь был основан Хабаровский дендрарий (как питомник и поле лесничества).
Современное название улицы с 1926 года в память одного из решающих сражений Гражданской войны на Дальнем Востоке — Волочаевской битве (5—14 февраля 1922 года).
В 1939 году участок между улицами Карла Маркса (ныне — Муравьева-Амурского) и Волочаевской был выделен под возведение многоэтажного дома для сотрудников НКВД. Из-за начавшейся Великой Отечественной войны строительство было отложено до 1946 года. Первая очередь, от улицы Дзержинского до секции по Волочаевской (с котельной), была окончена в 1947 году, а вторая, от Волочаевской до Госбанка, в 1953 году. Несмотря на название дом, с начала эксплуатации, заселялся обычными людьми, и только последний подъезд в крыле по улице Дзержинского предназначался для общежития КГБ
31 мая 2008 года у пересечения с улицей Ленина был установлен памятник «Руки мира» — символ дружбы городов Суйфыньхэ и Хабаровск.
Участки улицы отводятся под реновацию

## Достопримечательности
д. 104 — Дом доходный П. М. Солохина
д. 106 — бывшее Гоголевское приходское училище
д. 146 — Доходный дом Я. А. Смаги
д. 153 — Дом жилой работников НКВД
д. 159 — Дом П. Ф. Пахорукова
д. 162 — Училище искусств

## Известные жители
Д. 153 — Николай Данилюк, Александр Сосида

## Галерея

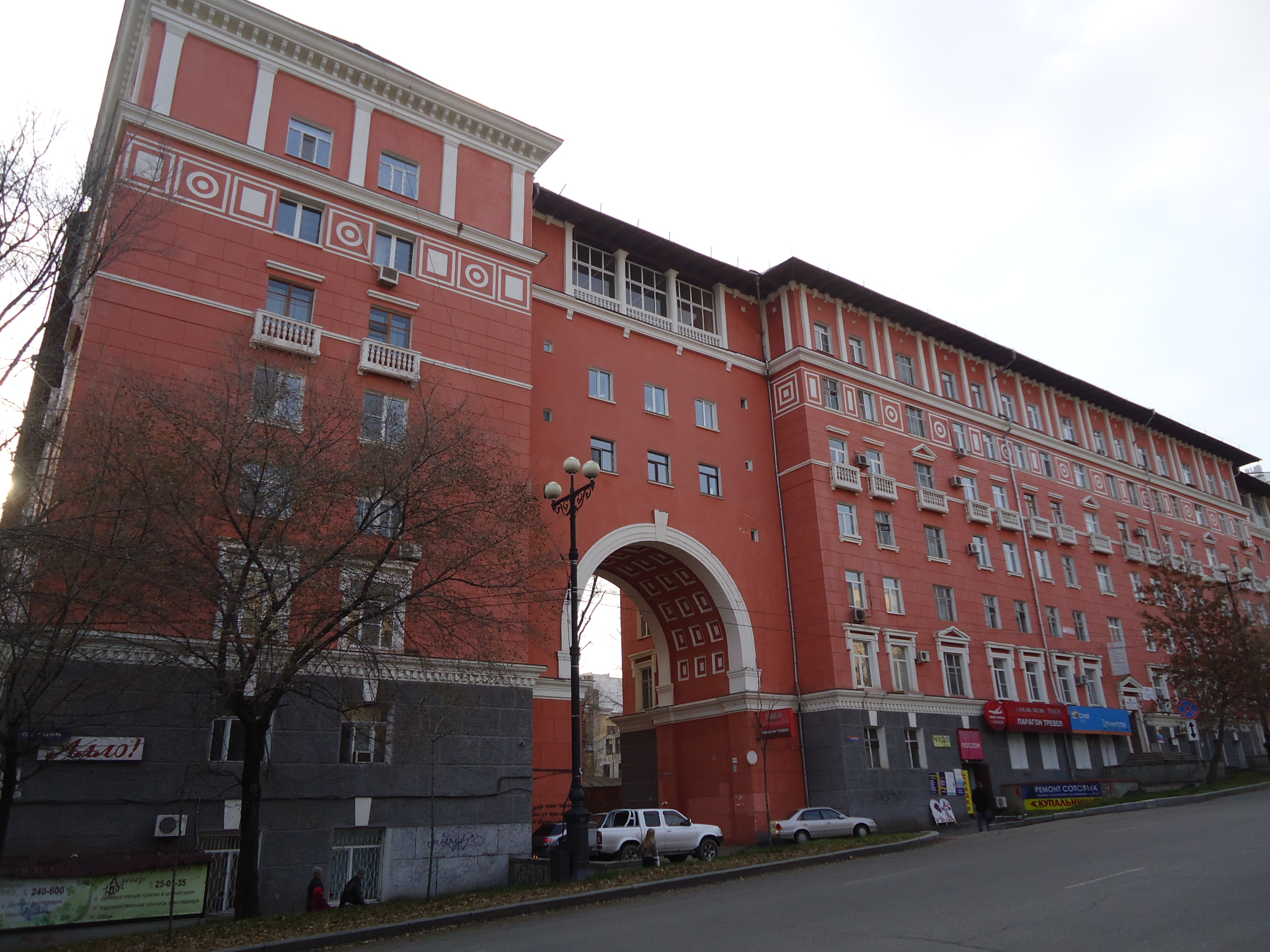
д. 153 — Дом жилой работников НКВД.
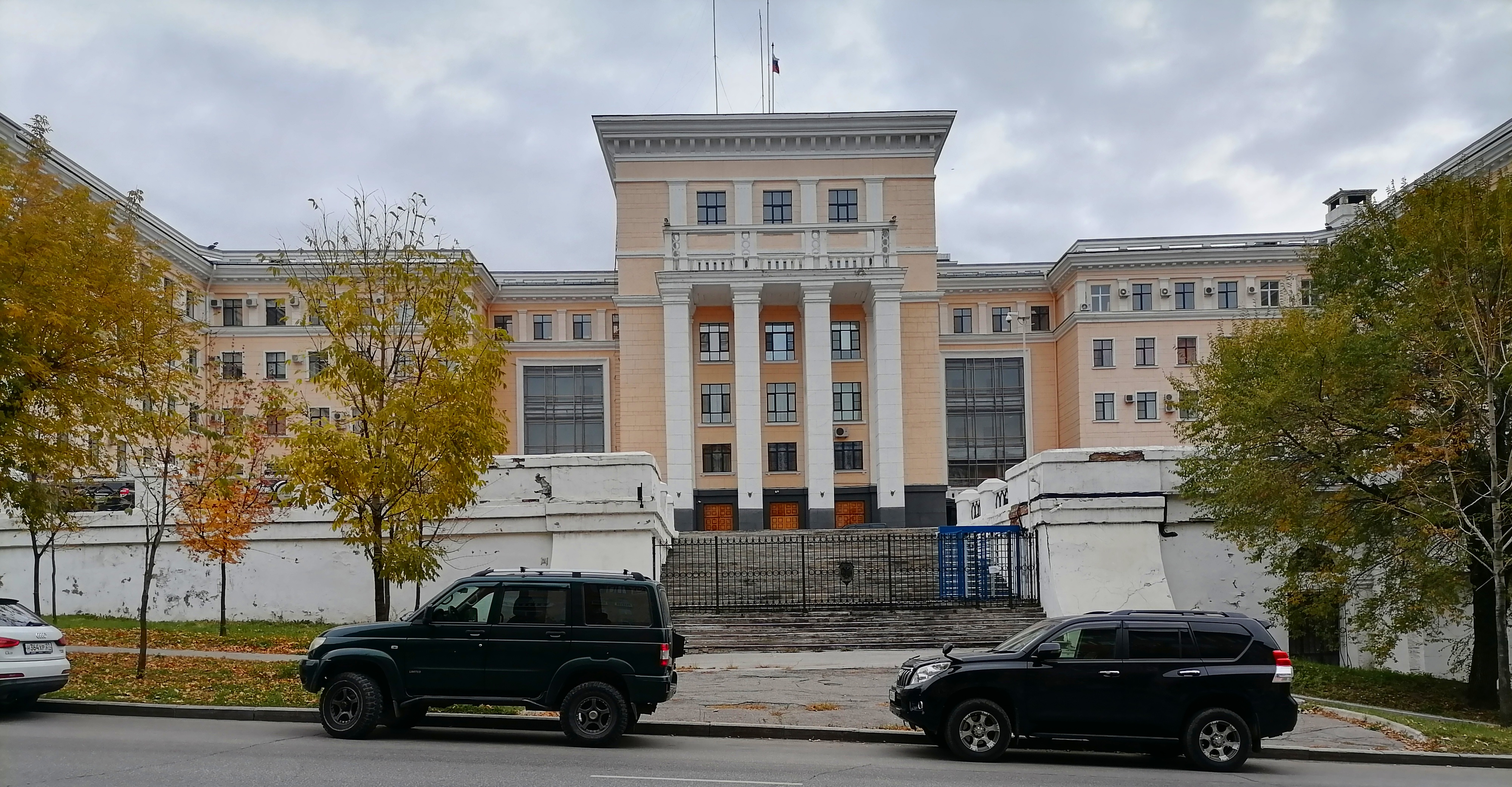
д. 144 — Управление ФСБ России по Хабаровскому краю
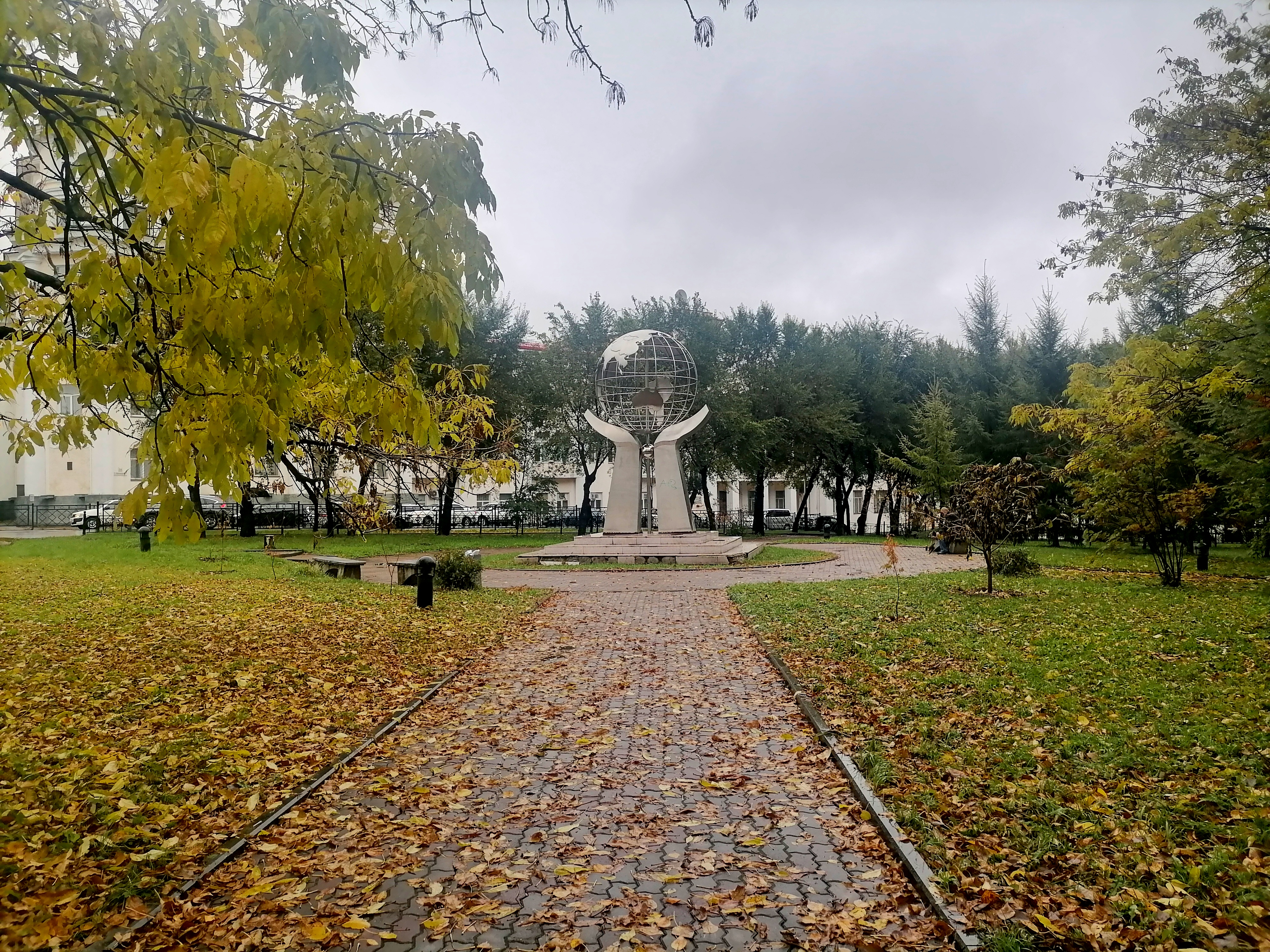
Сквер с монументом «Руки дружбы»
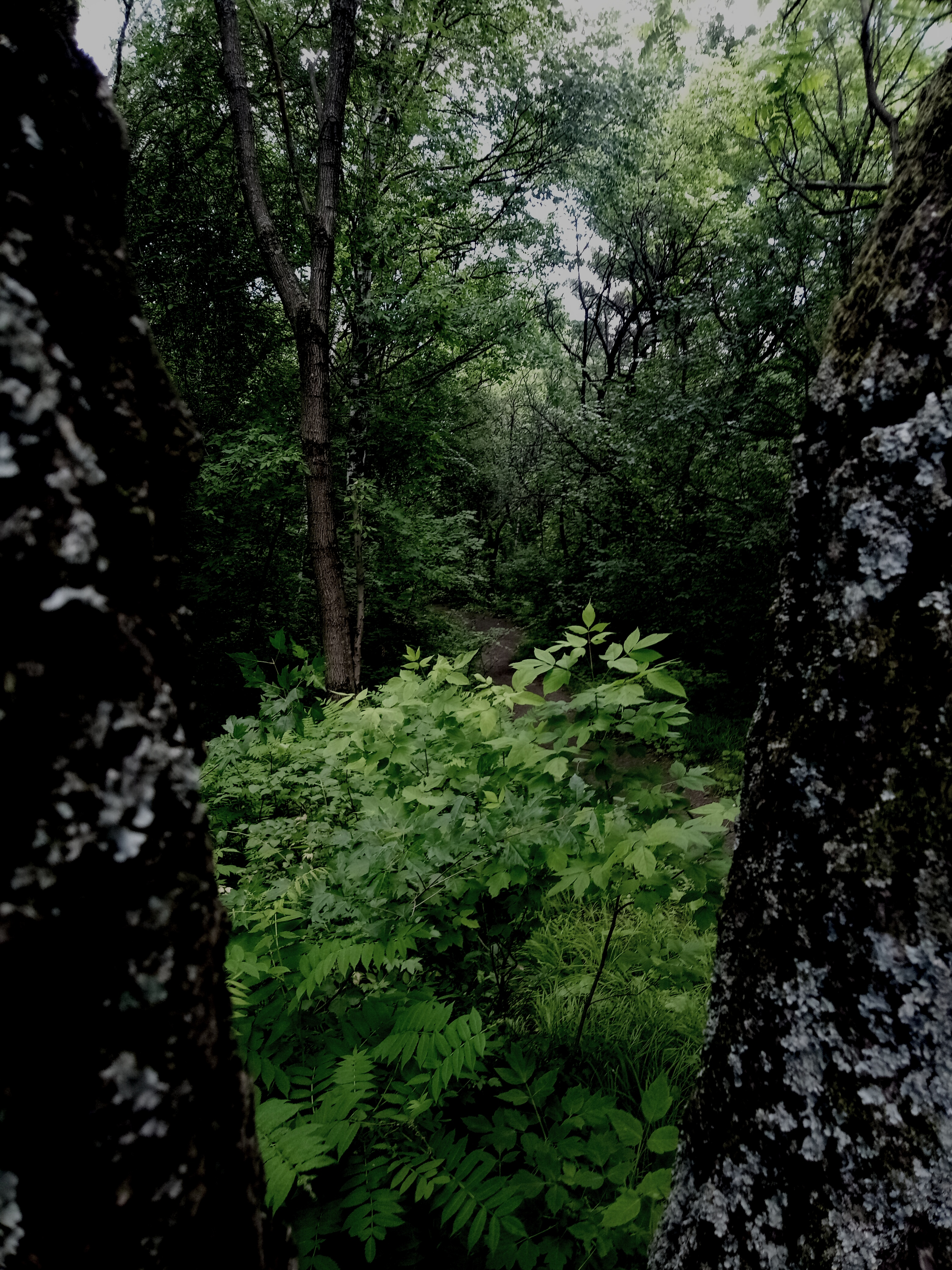
Зелёный пейзаж, Дендрарий Хабаровска